# Punto caldo di Jan Mayen

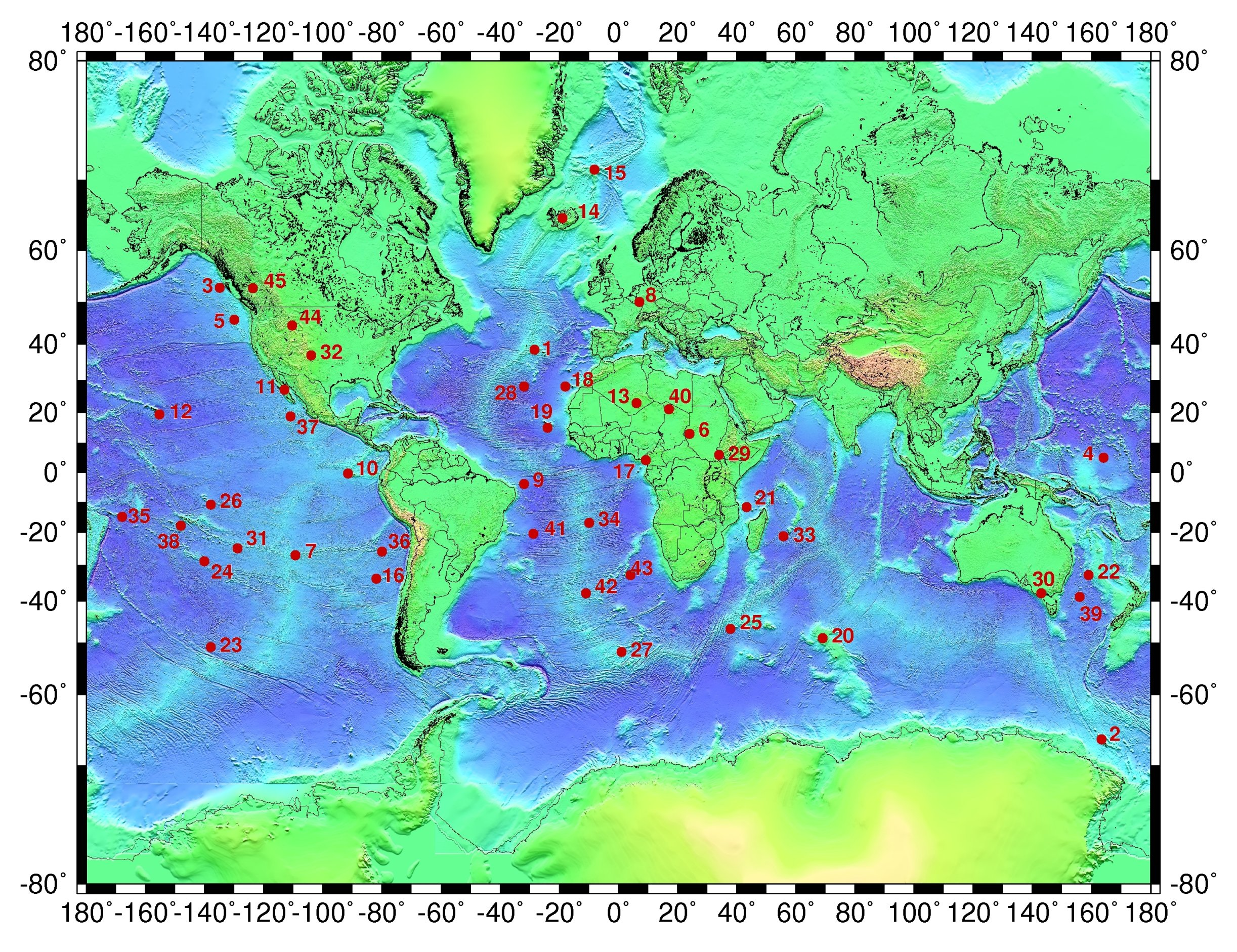
Il punto caldo di Jan Mayen si trova nella parte superiore della mappa, identificato dal numero 15.

Il punto caldo di Jan Mayen è un ipotetico punto caldo vulcanico ritenuto responsabile dell'attività vulcanica che dato luogo alla formazione dell'isola norvegese di Jan Mayen, situata nella parte settentrionale dell'Oceano Atlantico.